# Teodorico Baptista da Cruz
Teodorico Baptista da Cruz, também conhecido por Actor Teodorico CavSE (Lisboa, 20 de julho de 1818 — Lisboa, 18 de janeiro de 1885) foi um ator de teatro português do século XIX.

## Biografia
Nasceu a 20 de julho de 1818, na freguesia de São José, em Lisboa, filho de Manuel de Jesus, natural da mesma freguesia e de sua mulher, Maria Benedita, natural da freguesia de São João Baptista de Lobrigos, do concelho de Santa Marta de Penaguião, distrito de Vila Real. Recebeu o nome do seu padrinho, Teodorico Baptista da Cruz, também ele um reputado ator de teatro, conhecido por "Teodorico Velho".
Constava que, na infância, teria sido vendedor ambulante de sapatos de ourelo, na época em que, na ausência destas indústrias, se fazia o comércio através de pregões nas ruas da capital. Primeiramente frequentador de teatros amadores e particulares, onde desempenhava a então denominada baixa comédia, entra para o teatro aos 16 anos, procurando, nesse modo de vida, o sustento da sua mãe e irmã, após o falecimento do pai. Foi tal o acolhimento e incentivo que obteve por parte dos seus amigos que resolveu representar num teatro público. Entrou então para o Teatro do Salitre sob a direção de Bernardino José Ferreira, num papel de pajem, em 1835.

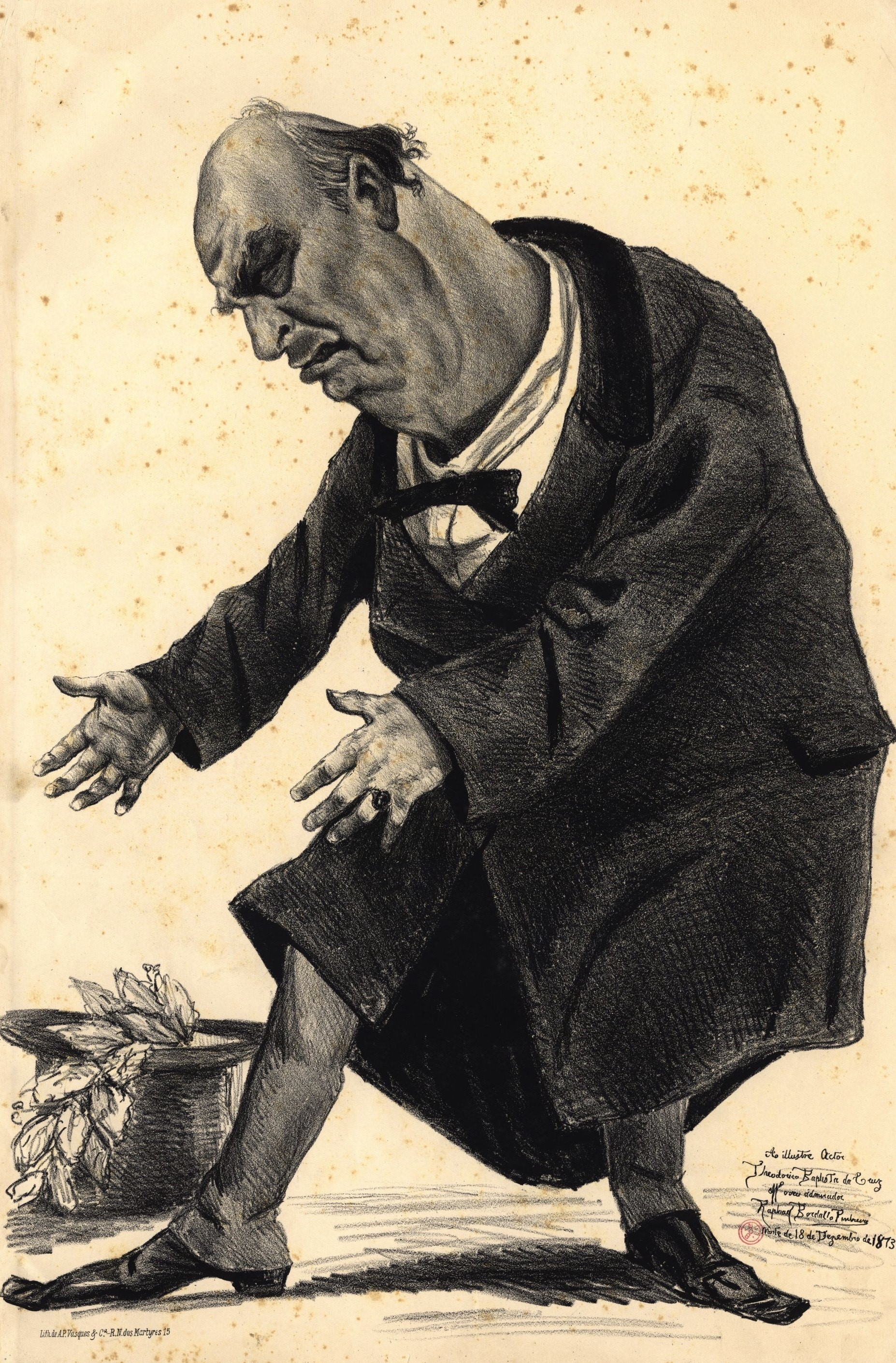
Caricatura do Actor Teodorico com dedicatória do autor (Biblioteca Nacional Digital, Rafael Bordalo Pinheiro, 18 de dezembro de 1873).

Em 1837 passou a fazer parte da companhia do Teatro da Rua dos Condes, sob a direção de Emílio Doux e sob a proteção do seu padrinho, onde se estreou na comédia Armário das Modas, a 30 de maio daquele ano. Permaneceu ali escriturado até 1843, ano em que os artistas daquele teatro constituíram sociedade, da qual Teodorico passou a fazer parte. Obtendo sucesso no drama Pai e Ministro, logo se evidencia nos dramas Leão Forte, Espada, Planície de Grenelle, Capitão Paulo, Madalena e Cigana de Paris e ainda na farsa O teatro e a cozinha, adquirindo desde logo reputação e admiração por parte do público lisboeta.
Admitido como ator central de primeira classe aquando da inauguração do Teatro Nacional D. Maria II, a 13 de abril de 1846, é também eleito pelos colegas diretor da mesma sociedade, cargo para o qual foi várias vezes reeleito. Foi, além disso, tesoureiro da caixa das reformas (por ele também fundada) daquela sociedade artística, a partir de maio de 1848 e gerente do seu espólio, tendo também co-fundado a Associação dos Socorros Mútuos Montepio dos Actores Portugueses. Aqui se instalou até à morte, lucrando neste palco os maiores sucessos da sua carreira, quer na tragédia, no drama, na comédia ou na farsa, tendo sobressaído os papéis que desempenhou nas peças Alcaide de Faro, Profecias do Bandarra, Louco de Évora, Camões do Rossio, Drama do povo, Doença de medo, Marquês de la Seiglière, Brasileiro, Porteiro da casa n.º15, Duende, Caridade, Espertezas de Simplício, Pátria, Córa, Fé, Esperança e Caridade, Casal das Giestas, Trapeiro de Paris, Limpa Candeeiros, A Cruz, Mistérios de Paris, Mendiga, Afilhada do Barão, É meu primo, O Diabo a quatro, A mulher de dois maridos, Ódio de Raça, Lei dos Morgados, etc.
Reformou-se em 1874. Não tendo casado ou deixado filhos, teve por seu herdeiro um afilhado, a quem repetiu a tradição de colocar o mesmo nome. Tendo falecido por volta de 1855 o pai do menino, empregado do teatro, e, contando a criança apenas 5 anos, Teodorico acolheu-o, educou-o e, mais tarde, destinou-o a um emprego na repartição pública.
Teodorico nunca quis que fosse feito qualquer retrato seu, nem igualmente lhe foi tirada qualquer fotografia, dando como pretexto não querer ver um retrato seu na Feira da Ladra. Teve, por esse mesmo motivo, zangas com João Rosa e Rafael Bordalo Pinheiro, por lhe terem desenhado a sua caricatura.
Foi agraciado com o grau de Cavaleiro da Ordem Militar de Sant'Iago da Espada.
Padecedor de doença cardíaca que o impossibilitou de comparecer perante o público durante longos períodos de tempo, acabou por falecer às 19h45 de 18 de janeiro de 1885, aos 66 anos de idade, na sua residência, o segundo andar do número 16 da Rua do Cardal, freguesia de São José, em Lisboa. O velório teve lugar na Igreja de São José, sendo o ator sepultado no Jazigo dos Artistas Dramáticos, no Cemitério dos Prazeres, em Lisboa.
António de Sousa Bastos descreveu o ator da seguinte forma: "O talento de Theodorico tinha duas feições diametralmente opostas: prestava-se tão facilmente a dar os centros e os tiranos dos negros dramalhões daquela época, como os ridículos vegêtes das farsas e comédias de então. Em papéis do primeiro género, fazia tremer as pedras e provocava o choro e a raiva nos corações mais empedernidos; nos do segundo, tinha em constante gargalhada as mais circunspectas plateias. Sempre exagerado no gesto e na palavra, como era peca da sua escola dramática, ajudava-o imensamente o vozeirão forte e cavernoso de que tirava efeitos de cólera e ameaça, que abalavam o teatro nos alicerces. Como tirano era de meter medo, e as senhoras ensopavam os lenços a chorar a sorte das pobres vítimas daquele perverso que, afinal, na vida particular, era o mais inofensivo e bondoso dos homens, apesar do seu génio concentrado, que o fazia parecer misantropo. Em D. Maria, onde por muitos anos ainda trabalhou, teve sempre a estima e consideração dos colegas e o aplauso unânime do público. Quando o grande Santos começou a introduzir no teatro novos procesos de representar, Theodorico, emboro pouco afeto a inovações, foi-se sujeitando disciplinadamente às exigências da arte moderna e disso deu prova na fina comédia Verão de S. Martinho. Foi enorme o repertório de Theodorico. (...) Perto de cinquenta anos trabalhou no teatro; gozou durante dez as regalias da reforma." Como referiu Sousa Bastos, a propósito dos papéis tirânicos desempenhados pelo ator, o mesmo autor relata um episódio causado pela prestação de um personagem: "Um farmacêutico, aliás homem inteligente, não se contentando em patear, atirou com um molho de chaves que tinha na algibeira ao ator Theodorico, que desempenhava o tirano de certa peça, e quase feriu o ator. Em seguida retirou-se do teatro apressadamente, e, só para não tornar a ver o tirano, andou toda a noite passeando ao frio por não ter a chave para abrir a porta de casa. Dizia ele que nunca mais pudera ver o ator que desempenhava tais papéis."